# Bernard Ier de Comminges
 (mars 2017).
Pour les articles homonymes, voir Bernard de Comminges.
Bernard Ier de Comminges fut comte de Comminges (avant 1105-après 1145). Il était fils de Roger III de Comminges.

## Biographie
Bernard Ier est le premier grand comte de la lignée des comtes de Comminges. À cheval sur les deux versants des Pyrénées, il mène une politique d'expansion ou de consolidation du comté, en direction du Royaume d'Aragon comme du comté de Toulouse. Il participe de façon active à la reconquête aragonaise. En août 1114, il prend part à la prise de Tudèle. En 1118, à l'appel du pape Gélase II, il repart guerroyer sous Gaston IV de Béarn et sera probablement l'un des premiers à entrer dans Saragosse le 19 décembre 1118.
Dans le cadre de sa politique d'expansion du comté en direction du pays toulousain, il contracte mariage vers 1120 avec Dias de Samatan, héritière de Muret et de Samatan. Ce faisant, il entre dans la mouvance des comtes de Toulouse.
Il semble toutefois que la question principale de son règne fut celle du Val d'Aran. Le Val d'Aran avait fait partie à l'époque romaine de la civitas convenarum et, à ce titre, relevait de l'évêché de Comminges. Le rattacher au comté pouvait donc sembler naturel. Ce petit territoire était toutefois passé au Xe siècle, on ignore comment, aux comtes de Ribagorza. En 1131 et 1132, Alphonse Ier d'Aragon affirmait ses droits de suzerain sur ce territoire. Bernard Ier n'était pas en position de contester la suzeraineté du roi d'Aragon. En effet, dans un conflit précédent, le comte de Comminges avait soutenu le vicomte d'Aure contre le comte de Bigorre, vassal du roi d'Aragon. Intervenant dans le conflit, Alphonse Ier avait fait entendre raison à Bernard. Pendant l'hiver 1134, Bernard Ier alla, en compagnie des comtes de Toulouse, de Foix, de Pallars et d'Urgel, à Saragosse, rencontrer Alphonse VII de Castille, vainqueur des Aragonais, probablement pour obtenir un appui dans son entreprise. En 1143, il semble qu'il était toujours à la recherche d'un accord lui permettant de justifier sa mainmise sur le val d'Aran, cette fois du côté de Raimond-Bérenger IV de Barcelone. Il semble avoir réussi en 1144, puisqu'un acte du 1er janvier 1145 le dit : « Bernardo comite nobilissimo dominate in terra Convenarum et in Saves et in Coserans et in Arrano. »
Ainsi, une revendication locale concernant le territoire du Val d'Aran a-t-elle fait entrer le Comminges dans le grand conflit méridional qui, tout au long du XIIe siècle, va voir s'opposer la maison d'Aragon à celle de Toulouse.
Bernard I meurt à une date qui nous est inconnue entre 1145 et 1154.

## Mariage et descendance
De son mariage avec Dias de Samatan sont issus :
- Bernard II (mort entre 1145 et 1153), comte de Comminges
- Roger (attesté en 1139)
- Dodon de Samatan, devient comte de Comminges (avant 1153-1176) sous le nom de Bernard III
- Bernarde (morte après 1151), épouse (28 avril 1139) de Roger Ier Trencavel, vicomte de Carcassonne, Albi et Razès (sans postérité)
- Arnaud-Roger (mort en 1177), évêque de Comminges (1153-1177)
- Guy, épouse Bertrande, héritière d'Aure; souche des seigneurs d'Aure
- Godefroy
- Fortanier